# Pithecellobium dulce
Pithecellobium dulce е вид растение от семейство Бобови (Fabaceae). Видът е незастрашен от изчезване.

## Разпространение
Pithecellobium dulce е разпространен в Мексико, Централна Америка и северните части на Южна Америка. Пренесен е във Флорида, Гуам, Индия, Бангладеш, Карибите и Филипините.